# Đêm nằm mơ phố
Đêm nằm mơ phố là album phòng thu thứ tư và cũng là album phòng thu đầu tiên của ca sĩ Thu Phương tại Mỹ, được sản xuất bởi ca sĩ Thu Phương, nhạc sĩ Nhật Trung kết hợp với trung tâm ca nhạc Thúy Nga Paris, Westminster, Hoa Kỳ được phát hành vào tháng 9 năm 2004 bởi trung tâm Thúy Nga Paris. Đây được đánh giá là album bán chạy nhất và tiêu biểu cho giọng hát Thu Phương. Album tiếp tục đánh dấu sự hợp tác thành công của Thu Phương với hai nhạc sĩ Nhật Trung và Việt Anh đồng thời cho ra đời bài hit tiếp theo trong sự nghiệp của Phương, "Đêm nằm mơ phố".
Đêm nằm mơ phố bao gồm 12 ca khúc và 1 track nhạc đệm bonus cuối đĩa, trong đó có những ca khúc tiêu biểu được coi là xuất sắc của Thu Phương như ca khúc chủ đề "Đêm nằm mơ phố", "Nỗi nhớ mùa đông", "Im lặng đêm Hà Nội", "Quê hương tuổi thơ tôi", "Dòng sông sao",...Đặc biệt, "Nỗi nhớ mùa đông" trích từ album được nhắc đến như một trong 10 bài hát nổi tiếng nhất về mùa đông
Một số bài trong đĩa Đêm nằm mơ phố được xuất hiện rất nhiều lần trong các buổi trình diễn trực tiếp của Thu Phương trong khi có những ca khúc trong album được cho là không thể thay thế với tiếng hát Thu Phương.

## Hoàn cảnh ra đời và tour diễn
Trong vòng 18 tháng từ ngày rời khỏi Việt Nam, Thu Phương đã làm việc tại phòng thu và cho ra đời album Đêm nằm mơ phố đồng thời thực hiện tour diễn xuyên Mỹ giới thiệu album tại các thành phố San Jose, San Diego, Houston, Seattle, Huntington Beach và Atlanta, Georgia. Trong CD này, Thu Phương trình bày 12 nhạc phẩm với phần hòa âm phối khí của nhạc sĩ Nhật Trung và phần bìa CD là những hình ảnh chụp bởi ca sĩ Lâm Nhật Tiến. Phần hát đệm (background vocals) do chính Thu Phương và Bằng Kiều đảm trách.

## Danh sách ca khúc
| STT | Nhan đề                                    | Sáng tác                            | Thời lượng |
| --- | ------------------------------------------ | ----------------------------------- | ---------- |
| 1.  | "Nỗi nhớ mùa đông"                         | Phú Quang, Thảo Phương (thơ)        | 4:29       |
| 2.  | "Cho tôi lại từ đầu"                       | Trần Quang Lộc                      | 4:42       |
| 3.  | "Hoa tím ngày xưa"                         | Hữu Xuân, Cao Vũ Huy Miên (thơ)     | 5:09       |
| 4.  | "Quê hương tuổi thơ tôi"                   | Từ Huy                              | 5:31       |
| 5.  | "Im lặng đêm Hà Nội"                       | Phú Quang, Phạm Thị Ngọc Liên (thơ) | 5:24       |
| 6.  | "Mùa thu"                                  | Hữu Xuân, Phạm Hồ Thu (thơ)         | 4:59       |
| 7.  | "Dòng sông sao"                            | Bằng Kiều                           | 5:56       |
| 8.  | "Vẫn hát lời tình yêu"                     | Dương Thụ                           | 5:24       |
| 9.  | "Yêu em bằng cả trái tim"                  | nhạc Pháp lời Việt Phạm Duy         | 4:50       |
| 10. | "Hãy đến đây người" (hát với Bằng Kiều)    | nhạc Pháp lời Việt Phạm Duy         | 3:48       |
| 11. | "Đêm nằm mơ phố"                           | Việt Anh                            | 4:24       |
| 12. | "Mỗi ngày một niềm vui"                    | Trịnh Công Sơn                      | 5:25       |
| 13. | "Yêu em bằng cả trái tim (nhạc đệm bonus)" | Nhật Trung                          | 4:50       |

## Phát hành và đón nhận từ công chúng
Sau khi ra mắt, album được sự đón nhận rất nhiệt tình của kiều bào trên khắp nước Mỹ và các châu lục khác, đồng thời nó cũng lan tỏa về Việt Nam mạnh mẽ mặc dù đĩa nhạc này bị cấm phổ biến tại Việt Nam, nhưng người yêu nhạc vẫn có thể tìm nghe ở các cửa hàng băng đĩa lậu. Theo như nhà sản xuất băng đĩa trong nước Viết Tân cho biết,' dù bị cấm thì chỉ là cấm chính thức mà thôi, còn thị trường còn băng lậu thì khó mà cấm được.Lý do đơn giản là ngoài chợ đen người ta hoạt động theo luật kinh tế thị trường, đó là luật cung cầu '.
- Trục trặc khi nghe? Xem hướng dẫn.

Album khắc họa chân dung một Thu Phương đầy bí ẩn và cô độc với chất nhạc tự sự u uẩn, khắc khoải, nhiều ray rứt. Sau thành công của album, khán thính giả San Jose đã ví, họ đón chào Thu Phương như đón chào một "con chim từ núi lạ, đến đây ngứa cổ hát chơi" (thơ Xuân Diệu)
Chia sẻ về Đêm nằm mơ phố, Thu Phương cho biết ' đây là tất cả những tâm sự đã được dồn nén trong suốt mười tám tháng xa nhà mà tôi cảm thấy những nhớ nhung cũng quá đủ để mình có thể tâm sự, bộc bạch bằng những bài hát mà đã được thể hiện trong CD này. Và cũng không phải ngẫu nhiên mà tựa đề Đêm Nằm Mơ Phố đã được chọn làm chủ đề cho cuốn album này, mà đó chính là tất cả những cảm xúc tràn tuôn đã được mượn lời của những bài ca và tiếng hát để thay thế cho lời nói trong khoảng thời gian tôi đã sống và trả giá tại Hoa Kỳ. ' 

| “            | "Đêm nằm mơ Phố" là một trong những ca khúc ưng ý trong CD, chứ không phải là ca khúc tôi ưng ý nhất. "Đêm nằm mơ Phố" chính xác là sự liên kết và tiếp nối những bài hát khác nhau trong album để làm nên một câu chuyện kể về những nỗi nhớ, vậy thôi! | ” |
| — Thu Phương | |   |

## Trình diễn trực tiếp
- "Đêm nằm mơ phố " được Thu Phương trình diễn live trên sân khấu nhiều lần, nhưng bản hay nhất phải kể đến lần đầu tiên cô về nước biểu diễn năm 2008 trong chương trình Duyên dáng Việt Nam 19 chủ đề Phố, với tiếng đàn piano của nhạc sĩ Việt Anh.[8][9]
- "Nỗi nhớ mùa đông" được Thu Phương trình diễn live trên sân khấu nhiều lần, nhưng bản live trên Paris by Night chủ đề Đông có lẽ là da diết nhất.

## Tham gia sản xuất
- Thu Phương: biên tập, thu âm, hát chính & hát đệm
- Nhật Trung: thu âm, hòa âm, phối khí & chỉnh âm
- Bằng Kiều: thu âm, hát chính & hát đệm
- Lâm Nhật Tiến & Tiến Dũng: hình ảnh & thiết kế bìa đĩa
- Trung tâm Thúy Nga: đại diện phát hành

## Tái bản năm 2007
Năm 2007, hãng đĩa Làng Văn tại Hoa Kỳ đã mua bản quyền và tái bản đĩa Đêm nằm mơ phố với hình ảnh trên bìa đĩa của Thu Phương năm 2007.